# Charro (vakbeweging)
Een charro is in de Mexicaanse politiek een vakbondsleider die de belangen van de overheid of de werkgevers verdedigt, in plaats van die van de werknemers.
Binnen de vakbeweging van Mexico geldt charrismo als een groot probleem. Na de Mexicaanse Revolutie werden de eerste vakbonden opgericht, die echter al snel veranderden in een werktuig van de regering. De Confederatie van Mexicaanse Arbeiders (CTM), de grootste vakbond van het land, was jarenlang weinig meer dan een arm van de regerende Institutioneel Revolutionaire Partij (PRI). Als archetypische vakbondscharro gold Fidel Velázquez, die 56 jaar lang voorzitter was van de aan de regeringspartij gelieerde CTM.
De term vindt haar oorsprong bij Jesús Díaz de León, die zich altijd kleedde als charro en daardoor de bijnaam "el charro" kreeg. Díaz de León schakelde in oktober 1948 tijdens een machtsstrijd binnen de spoorwegvakbond van de CTM de steun van president Miguel Alemán in. Alemán zette Díaz' rivaal Luis Gómez Z. uit zijn ambt. Díaz de León voerde vervolgens hervormingen door waarbij het de gewone leden van de spoorwegvakbond verboden werd mee te beslissen en maakte een einde aan de onafhankelijkheid van de vakbond.